# Айзенштадт-Железнов, Михаил Константинович
Михаил Константинович Айзенштадт-Железнов (Аргус; 1900, Щедрин, Могилёвская губерния, Российская империя — 31 августа 1970, Нью-Йорк, США) — русский американский писатель, журналист, сатирик
.
Родится в деревне Щедрин (ныне Гомельская область, Республика Беларусь). Жил в Новогрудке (ныне Гродненская область, Республика Беларусь) и Латвии, с 1923 года — в Чикаго, с 1924 жил и работал в Нью-Йорке. Писал на русском языке.
Вел авторскую колонку в газете «Новое русское слово» (Нью-Йорк) — «О чем говорят слухи-факты».